# Carn Glas
Carn Glas (auch Mains of Kilcoy genannt) ist ein stärker beschädigter Stalled Cairn beziehungsweise ein Passage Tomb vom Orkney-Cromarty Typ (OC) - Subtyp Camster; am Westrand der Black Isle westlich von Tore in Ross-shire in Schottland.
Der 1955 von A. A. Woodham ausgegrabene Cairn hat etwa 21 m Durchmesser. Der äußere Teil des Zuganges war weitgehend zerstört. Der erhaltene Bereich war etwa 1,2 Meter lang und 0,7 m breit. Die zweigeteilte Kammer war etwa 2,7 m lang und 1,2 bis 1,5 m breit. Der Zugang zu jeder der Boxen liegt zwischen 0,4 bis 0,75 m hohen quergestellten Platten, jeweils mit einer flachen Bodenplatte dazwischen. Die Kammern werden von Plattenlagen gebildet.
Die Relikte stammen aus der späten Jungsteinzeit und enthalten Töpferware der Glockenbecherkultur und eine blattförmige und eine Pfeilspitze mit Widerhaken. Diese scheinen zu zwei aufeinander folgenden Bestattungen oder Bestattungsperioden mit einem Intervall dazwischen zu stammen.
Der heute farn- und ginsterbedeckte Cairn ist etwa 1,1 m hoch. Die 1,0 m tiefe Restkammer ist teilweise mit Bruchgestein angefüllt.

## Einzelnachweis
1. ↑  Im Englischen wird der Name fast ausschließlich in Verbindung mit dem bestimmten Artikel genannt ("the Black Isle")